# Çandarlı

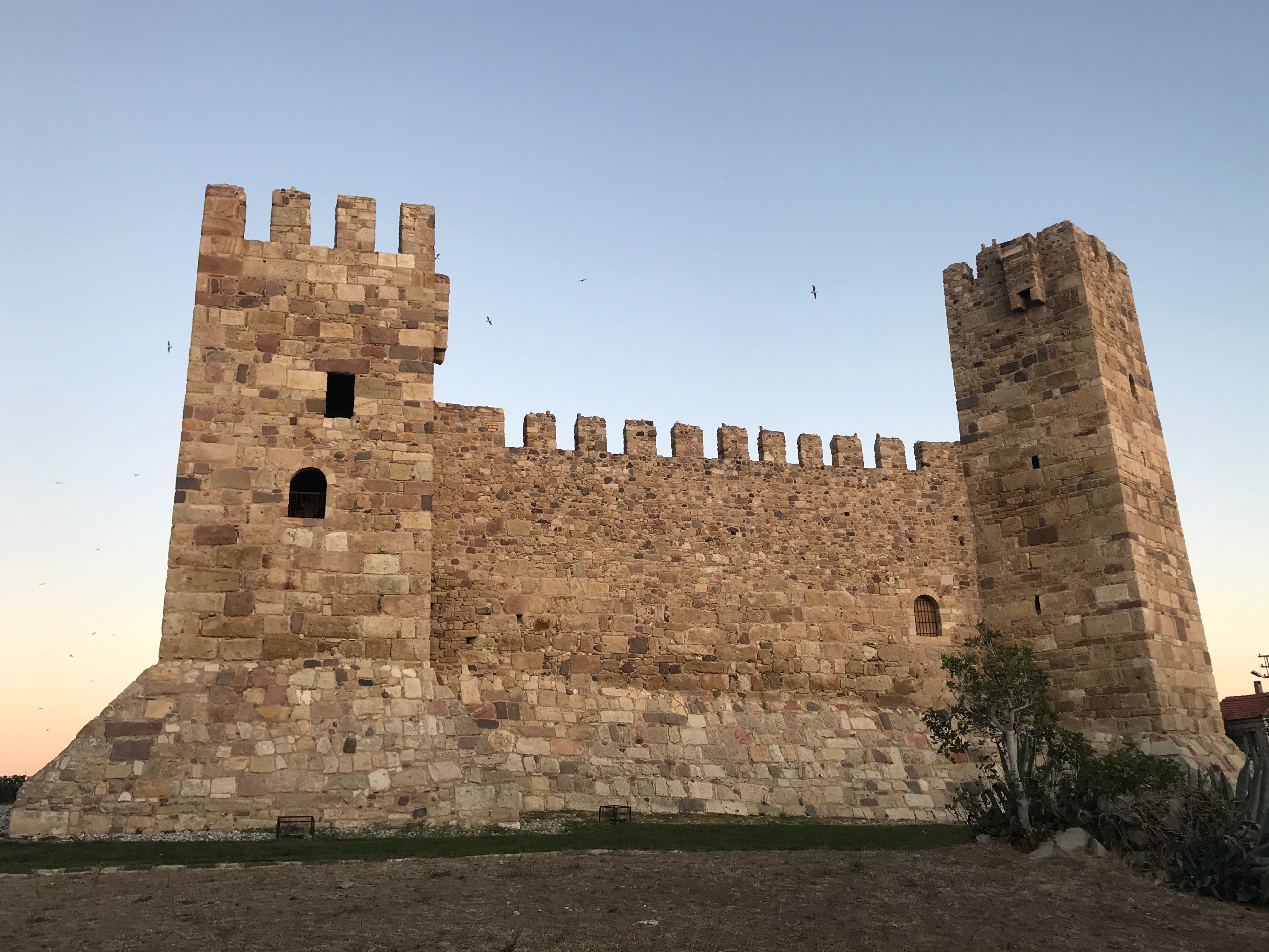
Türme der Festung von Çandarlı

Çandarlı ist eine Ortschaft und war Hauptort eines Bucak im Landkreis Dikili der türkischen Provinz Izmir. Der Ort hatte 2010 4809 Einwohner. Bis 2014 hatte es den Status einer Belediye. Danach war es wieder mahalle.
Çandarlı liegt auf einer Landzunge am Nordufer der Bucht von Çandarlı (Çandarlı Körfezi) an der Ägäisküste nördlich von İzmir, gegenüber von Aliağa. Es ist der Ort des antiken Pitane. Da dort noch keine offiziellen Grabungen durchgeführt wurden, ist außer Resten der Stadtmauer nichts mehr von antiken Bauten zu sehen. Im Ort liegt ein genuesisches Kastell mit fünf Türmen, vermutlich aus dem 14. Jahrhundert, das 1955 restauriert wurde und nach örtlichen Angaben häufig als Filmkulisse verwendet wird. Çandarlı ist ein gut besuchter Badeort.
Eine Sorte von roter Keramik, die zwischen dem 1. und dem frühen 4. Jahrhundert bei Çandarlı produziert und unter anderem in Pitane gefunden wurde, wird als Çandarlı-Ware oder Pitane-Ware bezeichnet.